# Kampen mot illusionerna
Kampen mot illusionerna (engelsk originaltitel: Brief Candle in the Dark: My Life in Science) är den andra volymen av en självbiografi utgiven 2015 på svenska av den brittiske evolutionsbiologen Richard Dawkins (den första volymen heter Nyfikenhet och förundran: så formades en vetenskapsman).